# Isaac Newton (bryologiste)
Cet article concerne le bryologiste. Pour le physicien et mathématicien, voir Isaac Newton. Pour les autres significations, voir Newton.
Isaac Newton (1840 - 1906) est un bryologiste et botaniste anglais. Il a principalement travaillé comme conservateur des jardins botaniques de Porto.
C'est pour ses travaux sur les bryophytes qu'il est le plus généralement cité.